# Siti Rukiah

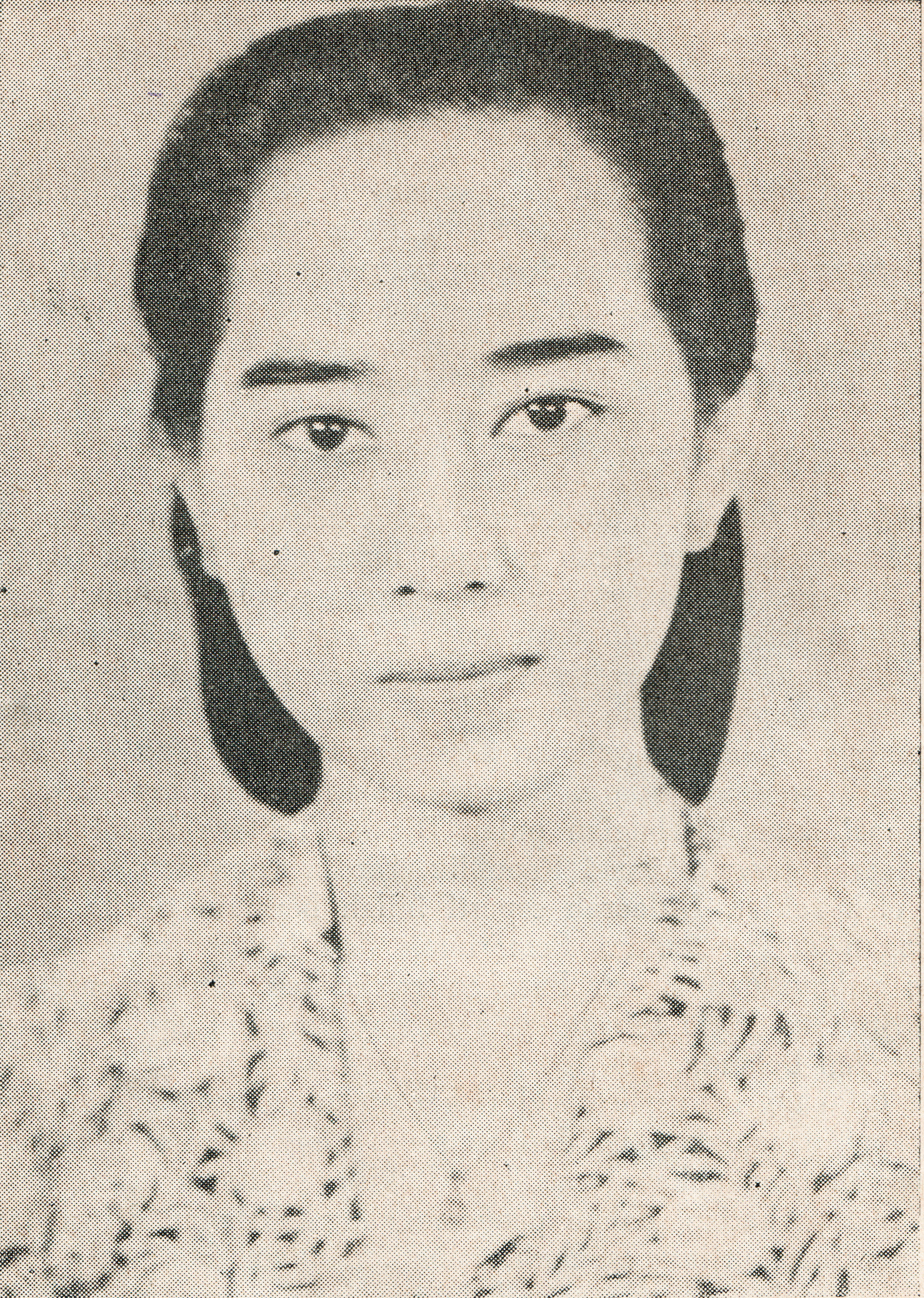
Siti Rukiah, 1962

Siti Rukiah o Siti Rukiah Kertapati (Purwakarta, Java, 25 de abril de 1927-ibídem, 7 de junio de 1996) era una escritora indonesia.

## Biografía
Tras sus estudios, trabajó como maestra en Purwakarta y en paralelo desarrolló su carrera como literata. Empezó a publicar sus escritos en revistas literarias y en 1948 se unió al magacín literario Pudjangga Baru como corresponsal en Purwakarta. En 1950, se mudó a Yakarta para un puesto de secretaria de redacción de esta revista, y desde 1951 fue redactora en jefe de la revista infantil "Paradise" en Bandung. Entre sus obras, destacan la novela Kedjatuhan dan Hati (Fracaso y corazón), y su poemario Tandus (Erial).
En su faceta política, participó en la Revolución indonesia con su marido y compañero de toda la vida Sidik Kertapati y en la organización de LEKRA, instituto cultural del PKI. Al llegar al poder el general Soeharto el partido comunista se prohibió y su obra fue censurada. 

## Obra
Infantil
- Si Rawun dan kawan-kawannya (1955)
- Teuku Hasan Johan Pahlawan (1957)
- Jaka Tingkir (1962)
- Dongeng-dongeng Kutilang (1962)
- Kisah perjalanan Si Apin (1962)
- Taman sanjak si kecil (1959)

Novela
- Kejatuhan dan Hati (1950)

Poesía
- Tandus (1952)